# SMTOWN Live '08
SMTOWN Live '08는 SM 엔터테인먼트 소속 가수들의 두 번째 합동 콘서트 투어이다.

## 국가별 라인업
- 보아
- 천상지희 더 그레이스
- 소녀시대
- 추가열
- 송광식
- 샤이니
- 슈퍼주니어
  - (이특, 희철, 한경, 예성, 강인, 신동, 성민, 은혁, 동해, 시원, 려욱, 기범, 규현)
- 동방신기
- 장리인

- 천상지희 더 그레이스
- 소녀시대
- 장리인
- 샤이니
- 슈퍼주니어
  - (이특, 희철, 한경, 예성, 강인, 신동, 성민, 은혁, 동해, 시원, 려욱, 기범, 규현), 조미, 헨리
- 동방신기

- 천상지희 더 그레이스
- 소녀시대
- 장리인
- 샤이니
- 슈퍼주니어
  - (이특, 희철, 한경[1], 예성, 강인, 신동, 성민, 은혁, 동해, 시원, 려욱, 기범[2], 규현), 조미, 헨리
- 동방신기[3]

## 일정
| 날짜            | 도시 | 국가     | 장소                | 관객 동원 |
| --------------- | ---- | -------- | ------------------- | --------- |
| 2008년 8월 15일 | 서울 | 대한민국 | 서울올림픽주경기장  | 40,000명  |
| 2008년 9월 13일 | 상해 | 중국     | 상하이 체육장       | 30,000명  |
| 2009년 2월 7일  | 방콕 | 태국     | 라차망칼라 스타디움 | 40,000명  |

## 각 공연별 세트리스트
<1부>

- 가수별 단체 인사 (동방신기, 슈퍼주니어, 소녀시대, 샤이니) -

- Opening VCR -
- Angels (선데이)
- Out Of Sight Out Of Mind[7](다나)
- 하루만 (천상지희 더 그레이스, 규현)
- Too Good (천상지희 더 그레이스)
- 나 같은 건 없는 건가요 (추가열)
- Amazing Grace (추가열)
- Just Two Of Us (추가열, 성민)
- Run It![8](샤이니)
- 사.계.한 (Love Should Go On) (샤이니)
- Real (샤이니)
- I Will (장리인)
- Mickey[9](소녀시대)

- Ment (소녀시대) -
- Complete (소녀시대)
- 해주고 싶은 이야기 (소녀시대)

- VCR #2 (뮤지컬 '제너두' 소개) -
- Suddenly (희철, 강인 외)
- Evil Woman (희철, 강인 외)
- Don't Walk Away (희철, 강인 외)
- Hug (포옹)_Unplugged Ver. (동방신기)

- Ment (동방신기) -
- Through The Forest (동방신기)
- Love Is... (동방신기)
- One Love (은혁, 시아준수)
- 아름다운 21C[10](유노윤호, 믹키유천, 신동, 동해, Key)

- VCR #3 -
- 오리날다[11](최강창민, 성민, 시원)
- 미쳐[12](희철, 성민, 시원)
- 만약에 (태연)
- 거위의 꿈[13](규현, 종현 & 송광식)
- 사랑보다 깊은 상처[14](영웅재중, 린아)
- 두번째 겨울 (려욱, 온유, 예성)
- What U Want (스테파니)
- 파자마 파티 (Pajama Party) (슈퍼주니어-Happy)

- Ment (슈퍼주니어) -
- 우리들의 사랑 (Our Love) (슈퍼주니어)
- Midnight Fantasy (슈퍼주니어)
- 아주 먼 옛날 (Song For You) (슈퍼주니어)

- VCR #4 -
- Under The Sea (SM TOWN 단체)
- Snow Dream (SM TOWN 단체)

<2부>

- VCR #5 -
- Twins (Knock Out) (슈퍼주니어)
- Purple Line (동방신기)
- Don't Don (슈퍼주니어)
- 부메랑 (천상지희 더 그레이스)
- "O"-正.反.合. (동방신기)
- 갈증 (A Man In Love) (슈퍼주니어)
- Rising Sun (순수) (동방신기)

- VCR #6 -
- 산소 같은 너 (Love like Oxygen) (샤이니)

- Ment (샤이니) -
- In My Room (샤이니)
- 세상에 단 하나뿐인 마음 (You're My Miracle) (동방신기)
- You're My Endless Love (말하자면) (슈퍼주니어)
- Catch The Shooting Star (천상지희 더 그레이스)
- Kissing You_Skool Rock Remix (소녀시대)
- Dancing Out_Rearranged (슈퍼주니어)

- VCR #7 -
- Let's Go 소녀시대!! (소녀시대)

- VCR #8 -
- The Final Sentence (천상지희 더 그레이스)
- One More Try (장리인)
- Love In The Ice (동방신기)
- 누난 너무 예뻐 (Replay) (샤이니)

- VCR #9 -
- Dancer In The Rain (천상지희 더 그레이스)

- Ment (천상지희 더 그레이스) -
- The Club (천상지희 더 그레이스)
- 한번 더, OK? (천상지희 더 그레이스)
- SMTOWN DANCE BATTLE (유노윤호, 시아준수, 은혁, 신동, 동해, 태민, 스테파니, 효연)

- VCR #10 -
- Moto (보아)
- My Name (보아)

- Ment (보아) -
- 공중정원 (Garden In The Air) (보아)
- Girls On Top (보아)
- Rock With You (보아)

- VCR #11 -
- Smile (슈퍼주니어)
- 오아시스 (Oasis) (동방신기)
- Hi Ya Ya 여름날 (동방신기)
- 행복 (Full Of Happiness) (슈퍼주니어)
- Wonder Boy (슈퍼주니어)
- 풍선 (Balloons) (동방신기)
- Show Me Your Love (동방신기 X 슈퍼주니어)
- Hot Mail (SM TOWN 단체)
- 태양은 가득히 (Red Sun) (SM TOWN 단체)
- 여행을 떠나요 (SM TOWN 단체)

## 이모저모
- 중국 상하이 공연에서 소녀시대의 공연이 이어지던 중 일부 관중들이 야광봉으로 X자를 만드는 보이콧을 벌인 것으로 알려져 누리꾼들을 분노케 하였다. 이는 소녀시대의 멤버 티파니가 중국 스촨성 관련 발언 중 웃음을 터뜨린 구설수에 의한 보복성 보이콧으로 추측하고 있다.[15]
- 당초 2008년 11월 29일에 개최될 예정이었던 태국 방콕 공연이 태국의 반정부 단체인 PAD의 태국 각지 국제 공항을 점거로 인한 항공기 결항으로 이듬해 2월 7일로 연기되었다.[16]

## 제작
- 주최 : SM 엔터테인먼트
- 주관 : 드림메이커
- 후원 : 옥션